# Lega Nazionale A 2001-2002 (calcio femminile)
La Lega Nazionale A 2001-2002, campionato svizzero femminile di prima serie, si concluse con la vittoria del FC Sursee.

## Classifica
|  | Pos. | Squadra       | Pt | G  | V  | N | P  | GF | GS | DR  |
|  | ---- | ------------- | -- | -- | -- | - | -- | -- | -- | --- |
|  | 1.   | Sursee        | 45 | 18 | 14 | 3 | 1  | 69 | 13 | +56 |
|  | 2.   | Berna         | 41 | 18 | 13 | 2 | 3  | 70 | 16 | +54 |
|  | 3.   | Zuchwil 05    | 39 | 18 | 12 | 3 | 3  | 39 | 22 | +17 |
|  | 4.   | Schwerzenbach | 38 | 18 | 12 | 2 | 4  | 50 | 24 | +26 |
|  | 5.   | Rapid Lugano  | 27 | 18 | 8  | 3 | 7  | 34 | 26 | +8  |
|  | 6.   | Bad Ragaz     | 26 | 18 | 8  | 2 | 8  | 44 | 46 | -2  |
|  | 7.   | Malters       | 18 | 18 | 4  | 6 | 8  | 35 | 49 | -14 |
|  | 8.   | Seebach       | 15 | 18 | 4  | 3 | 11 | 37 | 68 | -31 |
|  | 9.   | Staad         | 4  | 18 | 1  | 1 | 16 | 13 | 61 | -58 |
|  | 10.  | Root          | 4  | 18 | 1  | 1 | 16 | 13 | 79 | -66 |

Legenda:

      Campione di Svizzera e ammesso alla UEFA Women's Cup.
      Relegata in Lega Nazionale B.
Note:

Tre punti a vittoria, uno a pareggio, zero a sconfitta.